# خودتقلیدی

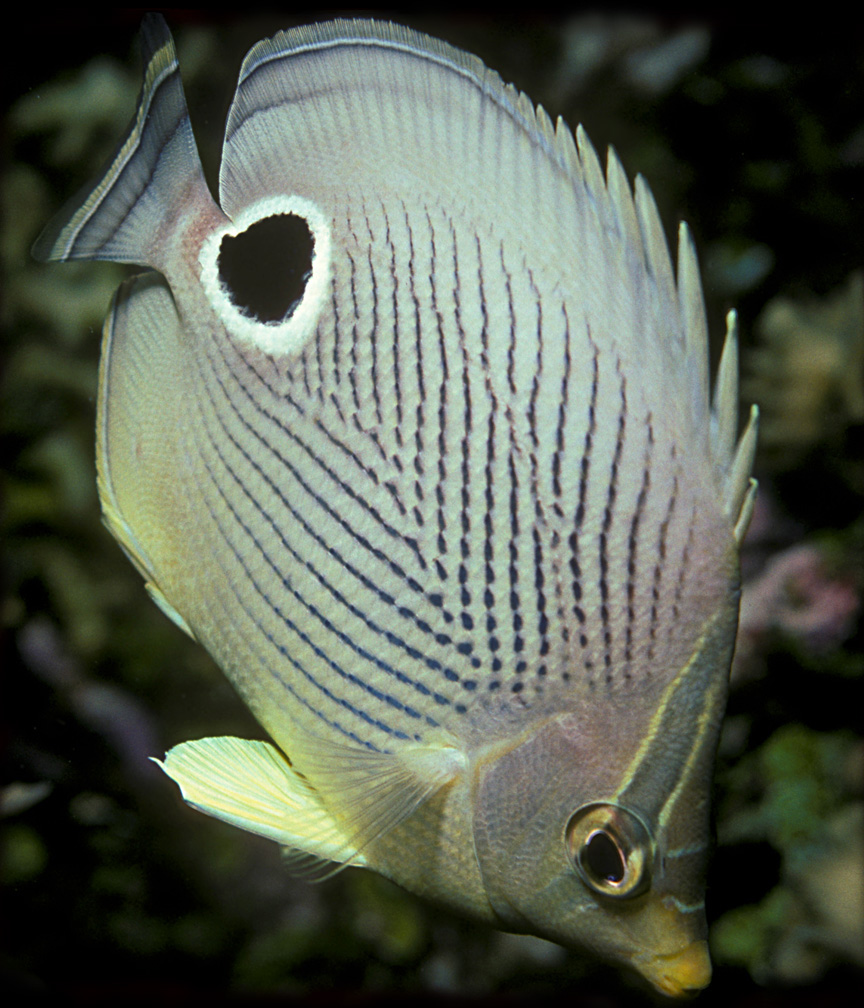
لکه‌های چشمی پروانه‌ماهی چهارچشمی (Chaetodon capistratus) شبیه چشم‌های خود اوست که با یک ماسک چشم مخرب استتار شده و حمله را از سر آسیب‌پذیر آن منحرف می‌کند.

در جانورشناسی، خودتقلیدی (به انگلیسی: Automimicry)، تقلید بروئری، یا تقلید درون‌گونه‌ای، نوعی تقلید که در آن از همان گونه جانوری تقلید می‌شود. دو شکل مختلف وجود دارد.
در یک شکل، که نخستین بار توسط لینکلن بروئر در سال ۱۹۶۷ توصیف شد، اعضای ضعیف یک گونه با رنگ هشدار، انگلی بر روی اعضای دارای دفاع قوی‌تر گونه خود هستند، و از آنها تقلید می‌کنند تا یادگیری تقویتی منفی مورد نیاز برای عملکرد سیگنال‌های هشداردهنده را ارائه دهند. این سازوکار، مشابه تقلید بیتسی، در حشراتی مانند پروانه شهریار یافت می‌شود.
در شکل دیگری که نخستین بار توسط ادوارد بی پولتون در سال ۱۸۹۰ اشاره شد، بخشی از بدن جانور که کمتر آسیب‌پذیر است، شبیه به بخش آسیب‌پذیرتر است، به عنوان نمونه با خال چشمی فریبنده یا سر دروغین که حمله را از سر واقعی منحرف می‌کند و مزیت انتخابی فوری را فراهم می‌کند. این سازوکار هم در مهره‌داران مانند ماهی‌ها و مارها و هم در حشراتی مانند پروانه‌های رگه‌مو یافت می‌شود.

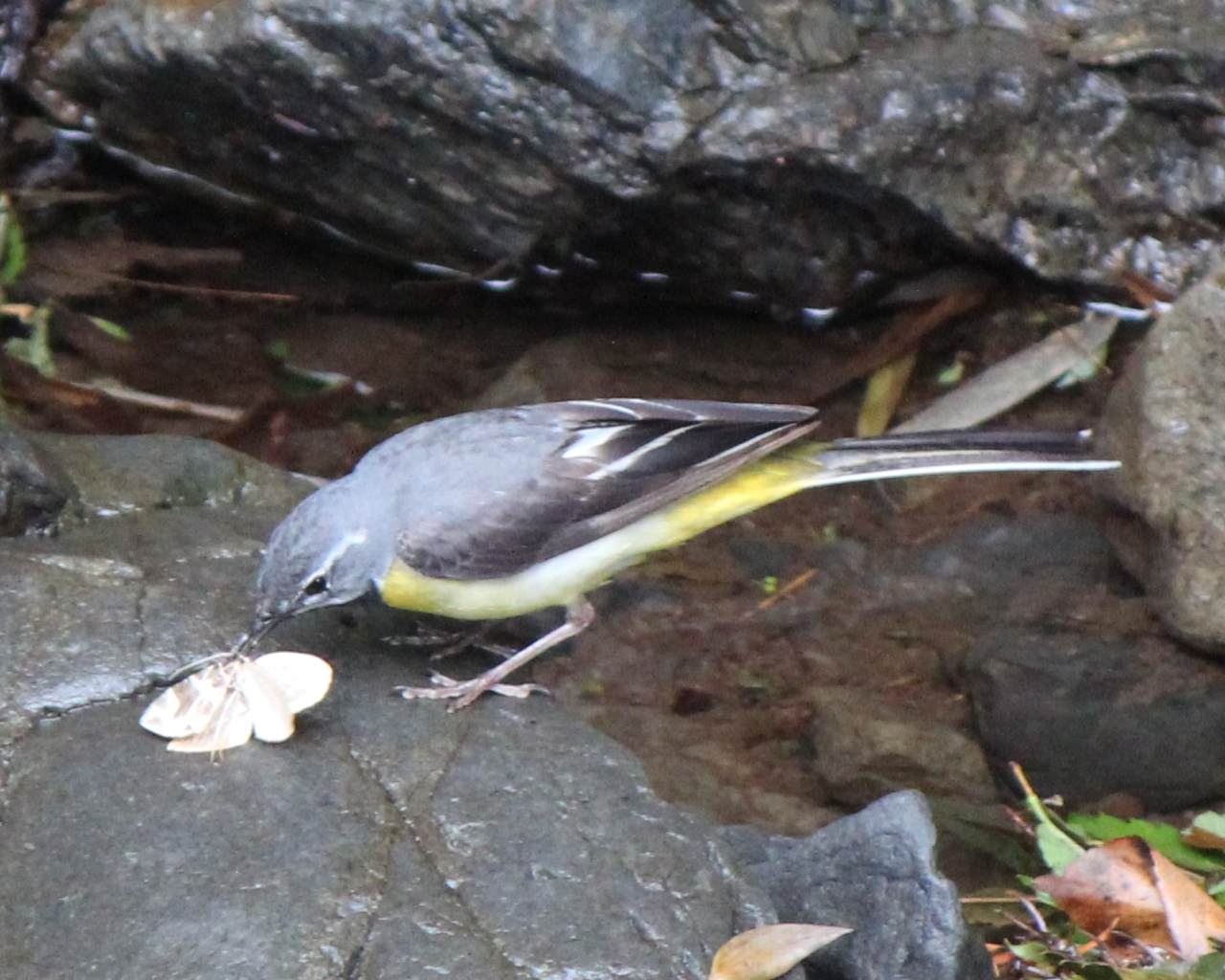
اگر پرندگان حشره‌خوار، مانند این دم‌جنبانک که پروانه را می‌خورد، از حشرات سمی دوری می‌کنند، یا آن‌ها را می‌چشند و بیرون می‌اندازند، باید از تقلید شکل‌های ناپسند توسط شکل‌های بی‌خطر همان گونه استفاده کنند.

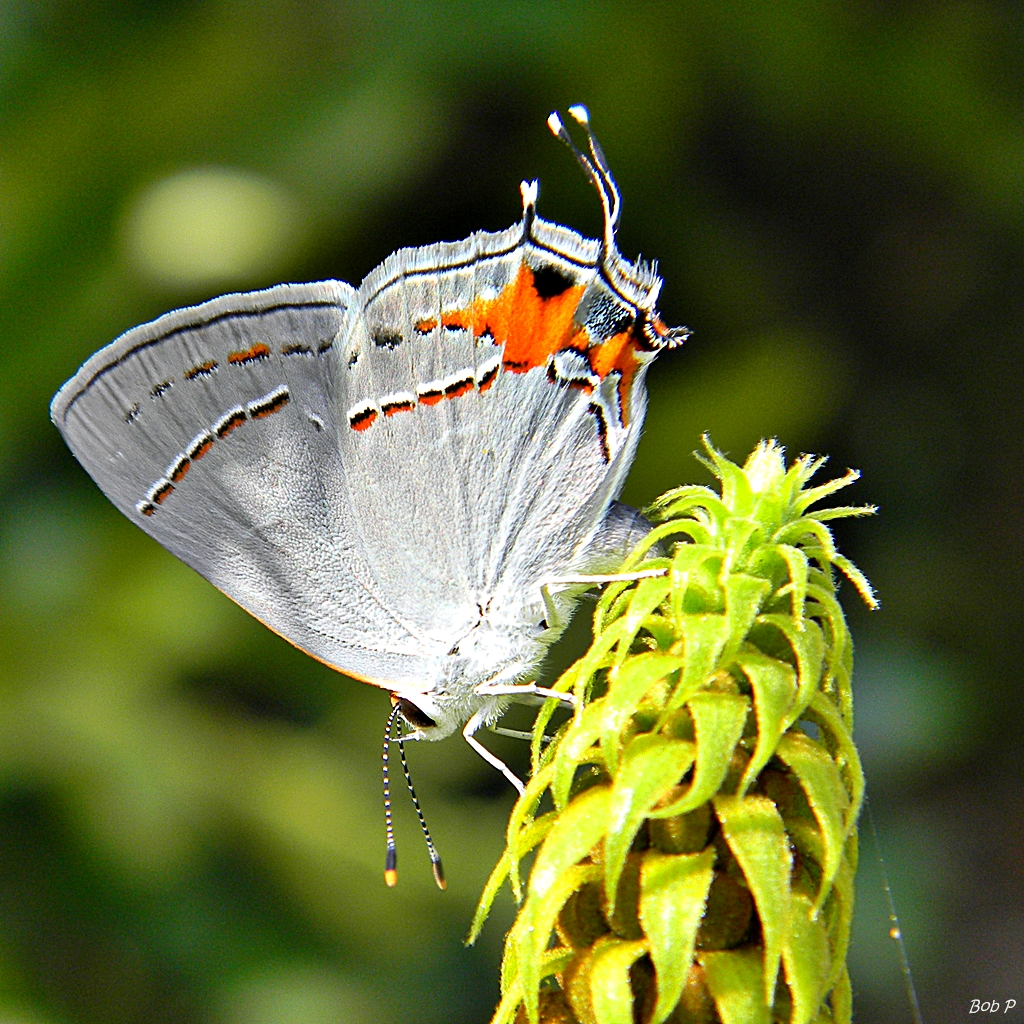
بسیاری از پروانه‌های آبی (Lycaenidae) مانند این رگه‌موی خاکستری (Strymon melinus) دارای سر دروغین در پشت هستند که در حالت استراحت به سمت بالا نگه داشته شده و حمله را از سر واقعی منحرف می‌کند.

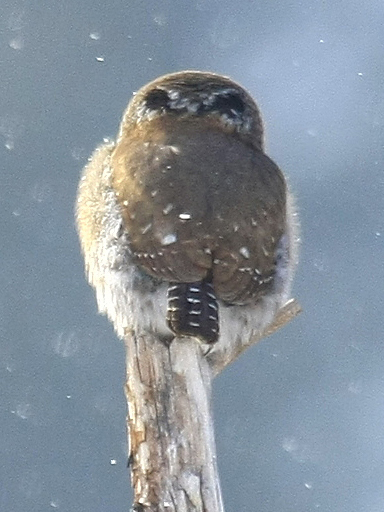
جغد کوتوله (Glaucidium californicum) که لکه‌های چشمی در پشت سر نشان می‌دهد